# Українська вендетта
«Українська вендетта» — радянський художній фільм знятий у 1990 році в Україні на Кіностудії ім. О. Довженка.
Фільм вийшов в прокат в УРСР у 1990 році з україномовною доріжкою від Кіностудії ім. О. Довженка.

## Сюжет
Початок німецької окупації України. Група поліцаїв з односельців на чолі з колишнім працівником райкому КПРС, хоче «подарувати» вродливу дівчину німецькому обер-лейтенанту, та на заваді їм став молодий хлопець, якого вони вбивають. Зневірена знайти порозуміння і справедливість серед хуторян невтішна мати оголошує винним вендетту…

## У ролях
- Олена Фіногеєва — Уляна
- Микола Волошин — Дід Ілько
- Валерій Легін — Ілько молодий
- Олександр Мовчан — Письменник
- Олександр Денисенко — Гордій
- Георгій Морозюк — Корній
- Володимир Берелет — Пилип
- Леонід Яновський — Матвій
- Наталя Плахотнюк — Параска
- Олена Драниш — Дружина Матвія
- Людмила Чиншева — Дружина Гордія
- Вадим Курилко — Микола
- Оксана Жура — Галя та інші

## Творча команда
- Автор сценарію: Олег Приходько
- Постановка: Володимира Крайнєва

## Україномовний частковий дубляж
- Уляна — ?